# Apeadero de Giesteira
El Apeadero de Giesteira es una plataforma ferroviaria de la Línea de Guimarães, que sirve a la localidad de Giesteira, en el ayuntamiento de Guimarães, en Portugal.

## Características
Esta plataforma tiene acceso por la Calle de la Giesteira, en la parroquia de Lordelo.

## Historia

### Inauguración
Este apeadero se encuentra en el tramo de la Línea de Guimarães entre Trofa y Vizela, que entró en servicio el 31 de diciembre de 1883, por la Compañía del Ferrocarril de Guimarães.